# Линденау (лунный кратер)
Кратер Линденау (лат. Lindenau) — крупный ударный кратер в юго-восточной материковой области видимой стороны Луны. Название присвоено в честь саксонского астронома Бернгарда Линденау (1779—1854) и утверждено Международным астрономическим союзом в 1935 г. Образование кратера относится к позднеимбрийскому периоду.

## Описание кратера

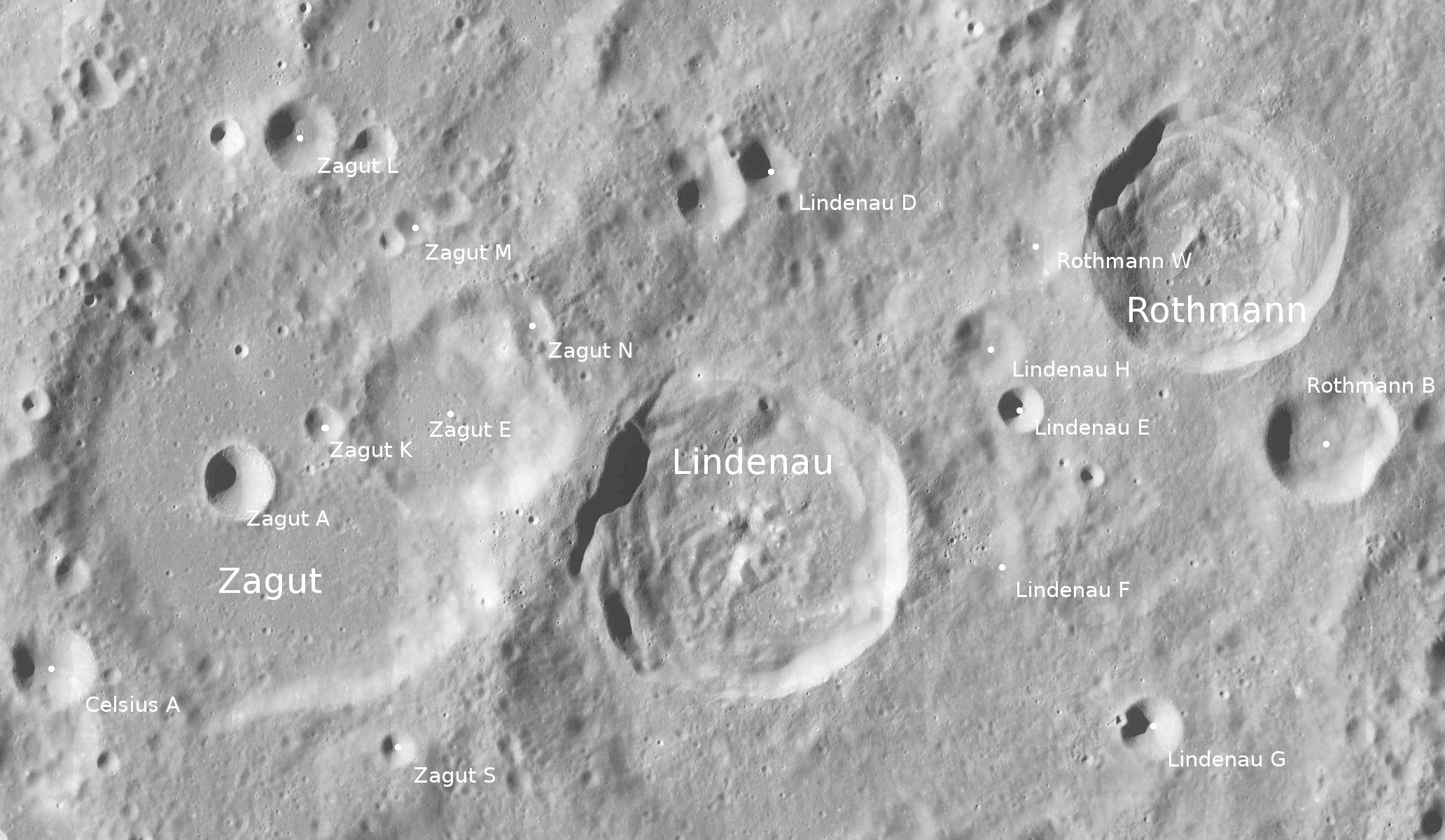
Окрестности кратера Линденау. Снимок зонда Lunar Reconnaissance Orbiter.

Кратер Линденау примыкает к юго-восточной части вала кратера Загут. Другими ближайшими соседями кратера являются кратер Ротман на северо-востоке и кратер Рабби Леви на юге-юго-западе. На севере от кратера находится уступ Алтай. Селенографические координаты центра кратера 32°21′ ю. ш. 24°46′ в. д. / 32,35° ю. ш. 24,77° в. д., диаметр 53,1 км, глубина 2930 м.
Кратер Линденау имеет полигональную форму с небольшим выступом в западной части и умеренно разрушен. Вал с четко очерченной острой кромкой, несколько сглажен в северо-западной части. Внутренний склон террасовидной структуры. Высота вала над окружающей местностью достигает 1150 м, объём кратера составляет приблизительно 2300 км³.  Дно чаши пересеченное, в центре чаши расположена группа центральных пиков состоящих из анортозита (A), габбро-норито-троктолитового анортозита с содержанием плагиоклаза 85-90 % (GNTA1) и габбро-норито-троктолитового анортозита с содержанием плагиоклаза 80-85 % (GNTA2).

## Сателлитные кратеры

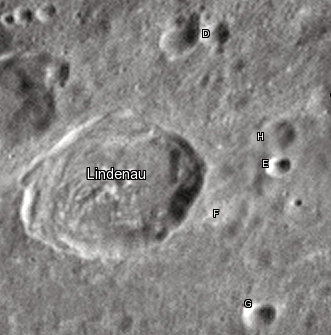
Снимок Девида Кемпбелла.

| Линденау | Координаты                                            | Диаметр, км |
| -------- | ----------------------------------------------------- | ----------- |
| D        | 30°26′ ю. ш. 24°56′ в. д. / 30,44° ю. ш. 24,93° в. д. | 9,8         |
| E        | 31°41′ ю. ш. 26°29′ в. д. / 31,68° ю. ш. 26,49° в. д. | 7,4         |
| F        | 32°30′ ю. ш. 26°22′ в. д. / 32,5° ю. ш. 26,36° в. д.  | 7,3         |
| G        | 33°17′ ю. ш. 27°18′ в. д. / 33,28° ю. ш. 27,3° в. д.  | 9,4         |
| H        | 31°22′ ю. ш. 26°17′ в. д. / 31,37° ю. ш. 26,28° в. д. | 11,9        |

## См.также
- Список кратеров на Луне
- Лунный кратер
- Морфологический каталог кратеров Луны
- Планетная номенклатура
- Селенография
- Минералогия Луны
- Геология Луны
- Поздняя тяжёлая бомбардировка